# Кръстьо Пейкич
Кръстьо (Кристофор) Пейкич (Пейкин) е български католически духовник, един от най-образованите българи през XVIII в. Издал е шест книги. Изгнаник след Чипровското въстание, работи главно в Австрийската империя.

## Биография
Кръстьо (Христо, Христофор) Пейкич е роден през 1665 г. в Чипровци. Получава образованието си в южнославянския колеж в Лорето и в Рим. След Чипровското въстание избягва във Влашко. На 25 декември 1689 г. Кръстьо Пейкич постъпва в Урбановия колеж. Остава там в продължение на 9 години, като минава почти целия курс на обучение и получи титлата „доктор по теология“. Ръкоположен е за свещеник през 1698 година, след което работи в Трансилвания, където служи сред българските бежанци. През 1700-1704 година развива мисионерска дейност в Търговище, Влашко. През периода 1705 – 1709 е игумен на катакумия във Венеция, по-късно е енорийски свещеник в град Алвинц, абат в епископството в Чанад, оглавява католическата църква в град Печ.
Кръстю Пейкич публикува във Венеция през 1716 г. на илирийски „Огледало на истината“, което по-късно е издадено и на латински език, в издателството на Николо Пецана. Това е историко-богословски труд, в който са разгледани отношенията между Източната и Западната църква, но са засегнати и моменти от историята на българския народ. През 1717 година публикува на латински език в Търнава (Тирнавия, някогашна Унгария, а днес – Словакия), голямо съчинение, насочено против мохамеданството, под надслов „Разсъждения против Корана“ или „Мохамедани обучени, съгласно Корана на догматика и на катехизис по закона на Христос“ („Mohametanus dogmatice et catechetice in Lege Christi alcorano Sufragante instructus“). В това съчинение, той отхвърля мохамеданското вероучение. В предисловието на книгата Пейкич призовава австрийския император Карл VI да продължи борбата против Османската империя.
Той публикува през 1726 г. съчинението „Зарцало истине мед царкве источне и западне“, предназначено за католическото население с български произход. Книгата е отпечатана със западна кирилица, наричана от някои автори „босанчица“. В езиково отношение тя е свързана с идеята за общ книжовен език на южните славяни, включително и на българите. В това съчинение Пейкич разглежда разделението на Източната и Западната църква. За първи път е преведено на съвременен български език от Лилия Илиева, заедно с встъпителна студия (Кръстьо Пейкич от Чипровец.ОГЛЕДАЛО НА ИСТИНАТА МЕЖДУ ИЗТОЧНАТА И ЗАПАДНАТА ЦЪРКВА, Венеция, 1716 г. Превод, встъпителна студия и бележки.. Благоевград, Университетско издателство „Неофит Рилски“, 2020. ISBN ISBN 978-954-00-0230-9).
През 1730 г. печати в догматическото съчинение „Concordia orthodoxum partum orientalium et occidentalium in eadem veritate...“ в Тирнавия. В него Пейкич разглежда католическата догматика и изтъква превъзходството на католицизма над източното православие. През същата година излизат и събраните му съчинения на латински език.
Починал е в Белград през 1731 г. като декан и първи каноник на новосъздадената в града католическа архиепископия. Владеел много езици – италиански, турски, албански, сръбски, и немски.
Неговата биография е изследвана от Любомир Милетич, Еузебий Ферменджин, Божидар Пейчев и особено – от хърватския автор Йосип Турчинович. През 2020 г. Лилия Илиева издава за първи път негова книга в превод на съвременен български език.